# كفر الشهيد
قرية كفر الشهيد هي إحدى القرى التابعة لمركز ميت غمر في محافظة الدقهلية في جمهورية مصر العربية. حسب إحصاءات سنة 2006، بلغ إجمالي السكان في كفر الشهيد 2225 نسمة، منهم 1135 رجل و1090 امرأة.